# Stomp (bröd)
Stomp är ett slags mjukt kryddat tunnbröd främst bakat i norra delarna av Sverige.